# Сан-Вісенте-ду-Пенсу
Сан-Вісенте-ду-Пенсу (порт. São Vicente do Penso; МФА: [ˈsɐ̃w vi.ˈsẽ.tɨ du ˈpẽ.su]) — парафія в Португалії, у муніципалітеті Брага. Розташована в північно-західній частині країни, на теренах історичної португальської провінції Дору-Міню. Входить до складу округу Брага. За адміністративним поділом, чинним до 1976 року, терени парафії були складовою провінції Міню. Належить до Бразької архідіоцезії Католицької церкви. Патрон — святий Вікентій. Площа — 1,5775 км². Населення — 314 ос. (2011). Сильно урбанізований регіон. Густота населення — 199,05 осіб/км²
. Код — 030350.

## Назва
- Пенсу (Сан-Вісенте) (порт. Penso (São Vicente)) — офіційна назва[5].

## Населення
| Кількість мешканців | Кількість мешканців | Кількість мешканців | Кількість мешканців | Кількість мешканців | Кількість мешканців | Кількість мешканців | Кількість мешканців | Кількість мешканців | Кількість мешканців | Кількість мешканців | Кількість мешканців | Кількість мешканців | Кількість мешканців | Кількість мешканців |
| ------------------- | ------------------- | ------------------- | ------------------- | ------------------- | ------------------- | ------------------- | ------------------- | ------------------- | ------------------- | ------------------- | ------------------- | ------------------- | ------------------- | ------------------- |
| 1864                | 1878                | 1890                | 1900                | 1911                | 1920                | 1930                | 1940                | 1950                | 1960                | 1970                | 1981                | 1991                | 2001                | 2011                |
| 297                 | 278                 | 247                 | 285                 | 282                 | 266                 | 280                 | 257                 | 302                 | 371                 | 407                 | 449                 | 445                 | 366                 | 314                 |